# Задовољство (филм)
Задовољство (енгл. „Satisfaction“) је америчка драма из 1988. године.

## Улоге
| Глумац         | Улога         |
| -------------- | ------------- |
| Џастин Бејтман | Џени Ли       |
| Лијам Нисон    | Мартин Фалкон |
| Џулија Робертс | Дерил         |
| Трини Алварадо | Муч           |
| Скот Кофи      | Ники          |
| Деби Хари      | Тина          |